# バナジウムジルコニウム青
バナジウムジルコニウム青（バナジウムジルコニウムあお）は、青色のセラミック顔料で、ジルコン (ZrSiO4) を母格子にバナジウムが固溶したもの。トルコ青、バナジウムジルコンブルー(vanadium zircon blue)、ターコイズブルーとも呼ばれる。

## 性質・製法
Colour Index Generic NameはPigment Blue 71である。ジルコン系の窯業用顔料のうち最も早く開発され、その後プラセオジムイエローやサーモンピンクも実用化されるようになった。
ジルコニア (ZrO2) 、二酸化ケイ素 (SiO2) にバナジン酸アンモニウム (NH4VO3) を配合し、さらに鉱化剤としてフッ化ナトリウム (NaF) 、塩化ナトリウム (NaCl) 、塩化アンモニウム (NH4Cl) を添加し800～900℃で焼成、粉砕し熱湯で鉱化剤を除去して得られる。
緑色がかった青色を呈し、あらゆるタイプの釉薬に使用できる。